# صفحه بازی

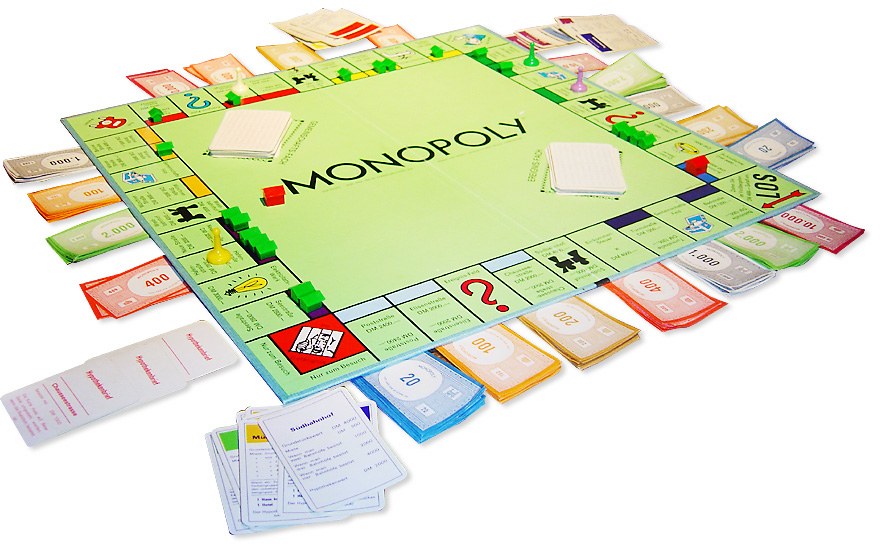
تخته بازی مونوپولی، یک بازی محبوب مدرن

صفحهٔ بازی (به انگلیسی: Game board)(یا تختهٔ بازی؛ گاه با عنوان تختهٔ بازی‌کردن یا نقشهٔ بازی: ۲۵ ) سطحی است که بازی‌های صفحه‌ای بر روی آن انجام می‌شوند.
قدیمی‌ترین صفحه‌های بازی شناخته‌شده ممکن است به دوران نوسنگی بازگردند؛ با این حال، برخی پژوهشگران بر این باورند که این اشیاء لزوماً صفحهٔ بازی نبوده‌اند. آثار به‌جامانده از عصر برنز اولیه، بیش از سایر نمونه‌ها به‌طور گسترده به‌عنوان صفحهٔ بازی پذیرفته شده‌اند (برای بازی‌هایی مانند سِنِت و مِهِن در مصر باستان، و بازی سلطنتی اور در بین‌النهرین). بیشتر بازی‌های صفحه‌ای باستان، از نوع بازی‌های مسابقه‌ای بودند و برای تعیین نتایج از ابزارهای تصادفی مانند تاس استفاده می‌کردند.
صفحه‌های بازی در گذر زمان از نظر پیچیدگی و طراحی تکامل یافته‌اند. نمونه‌های اولیه دارای اشکال گوناگونی بودند، پیش از آن‌که شبکه‌های چهارضلعی برای بازی‌های انتزاعی به‌صورت رایج درآیند. صفحهٔ بازی به‌عنوان نقطهٔ اصلی تعامل بازیکنان عمل می‌کند و می‌تواند از ساختاری ساده تا بسیار پیچیده متغیر باشد؛ گاهی حتی دارای اجزای سه‌بعدی یا الکترونیکی است.
بازی‌های صفحه‌ای مدرن اغلب دارای صفحه‌های ماژولار یا قابل سفارشی‌سازی هستند که موجب افزایش قابلیت تکرارپذیری و درگیری بیشتر بازیکن با بازی می‌شوند.

## تاریخچه

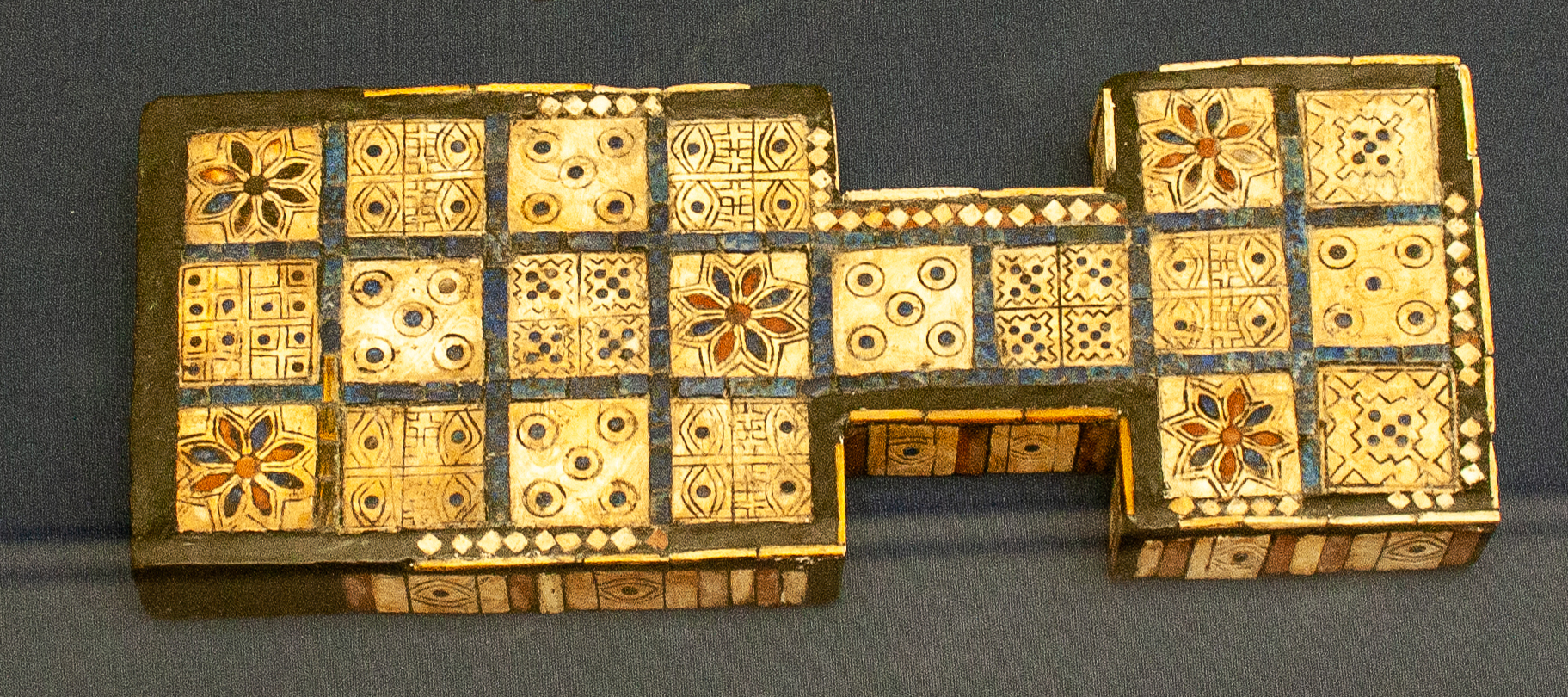
یکی از پنج تخته بازی برای بازی سلطنتی اور که توسط سر لئونارد وولی در گورستان سلطنتی اور پیدا شد و اکنون در موزه بریتانیا نگهداری می‌شود و قدمت آن به c. 2500 BCE

تاریخچهٔ صفحه‌های بازی، موضوعی است که به‌طور نزدیکی با تاریخچهٔ بازی‌های صفحه‌ای مرتبط است. با این حال، همهٔ بازی‌هایی که به‌عنوان «بازی صفحه‌ای» طبقه‌بندی می‌شوند، لزوماً دارای صفحهٔ بازی نیستند.
اگرچه صفحهٔ بازی در نگاه نخست به‌نظر می‌رسد که شرطی لازم و کافی برای این سبک باشد، بازی‌های کارتی که از دسته‌کارت استاندارد استفاده نمی‌کنند (و همچنین بازی‌هایی که نه از کارت بهره می‌برند و نه از صفحه)، اغلب به‌صورت محاوره‌ای در این دسته جای داده می‌شوند. به همین دلیل، برخی پژوهشگران این سبک را با عنوان «بازی‌های میزی و صفحه‌ای» یا «بازی‌های رومیزی» توصیف می‌کنند. ‏: 5 : 1 : 2 
بازی‌هایی که از تولیدکننده‌های تصادفی نتایج استفاده می‌کرده‌اند (مانند بازی‌های تاسی، که امروزه اغلب در دستهٔ بازی‌های صفحه‌ای قرار می‌گیرند)، احتمالاً پیش از اختراع صفحه‌های بازی واقعی وجود داشته‌اند.

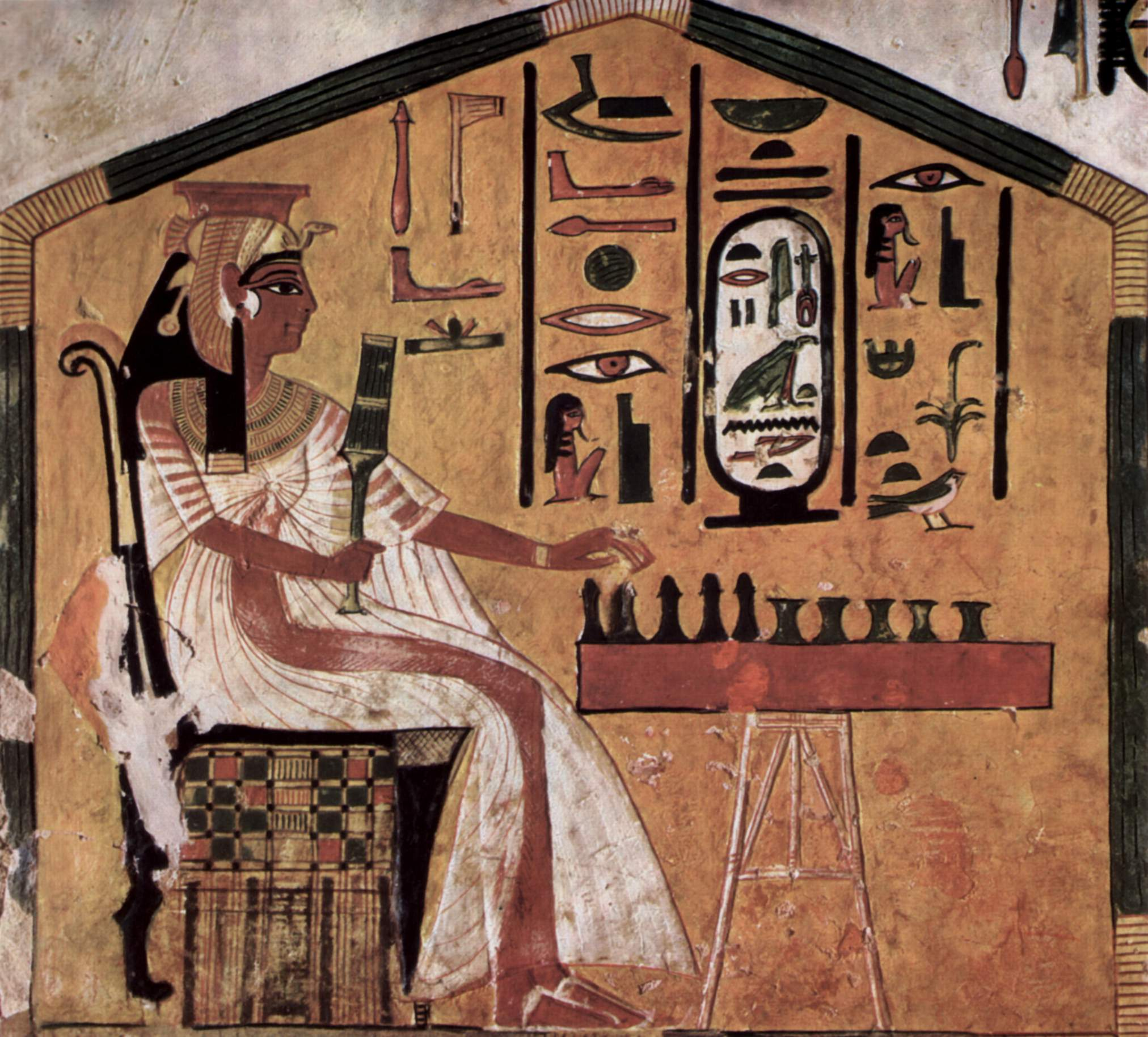
نقاشی در مقبره ملکه مصری نفرتاری در حال بازی یک بازی تخته‌ای (که معمولاً با نام سِنِت شناخته می‌شود) روی صفحه بازی با مهره‌های بازی، c. 1295–1255 BCE

قدیمی‌ترین صفحه‌های بازی شناخته‌شده از سنگ ساخته شده‌اند (احتمال می‌رود که صفحه‌هایی از مواد کم‌دوام‌تر نیز وجود داشته‌اند، اما تا دوران معاصر باقی نمانده‌اند). درک بازی‌های صفحه‌ای باستانی دشوار است، زیرا آثار به‌جامانده از آن دوران معمولاً ناقص هستند (قطعات کوچکتر همراه بازی به‌ندرت پیدا می‌شوند) و قوانین مکتوبی نیز در کنار آن‌ها وجود ندارد؛ در بسیاری از موارد حتی نام اصلی بازی نیز در گذر زمان از بین رفته است. ‏
بر پایهٔ پژوهش‌های گری اُ. رولفسن و سِنت جان سیمپسون، کهن‌ترین صفحه‌های بازی شناخته‌شده به سکونت‌گاه‌های نوسنگی با قدمت حدود ۶۹۹۰ پیش از میلاد در بیضا و ۵۸۷۰ پیش از میلاد در عین غزال بازمی‌گردند. این صفحه‌ها از موادی بادوام مانند سنگ آهک ساخته شده‌اند و احتمال می‌رود که با بازی‌هایی از نوع منقله مرتبط باشند.: 92 

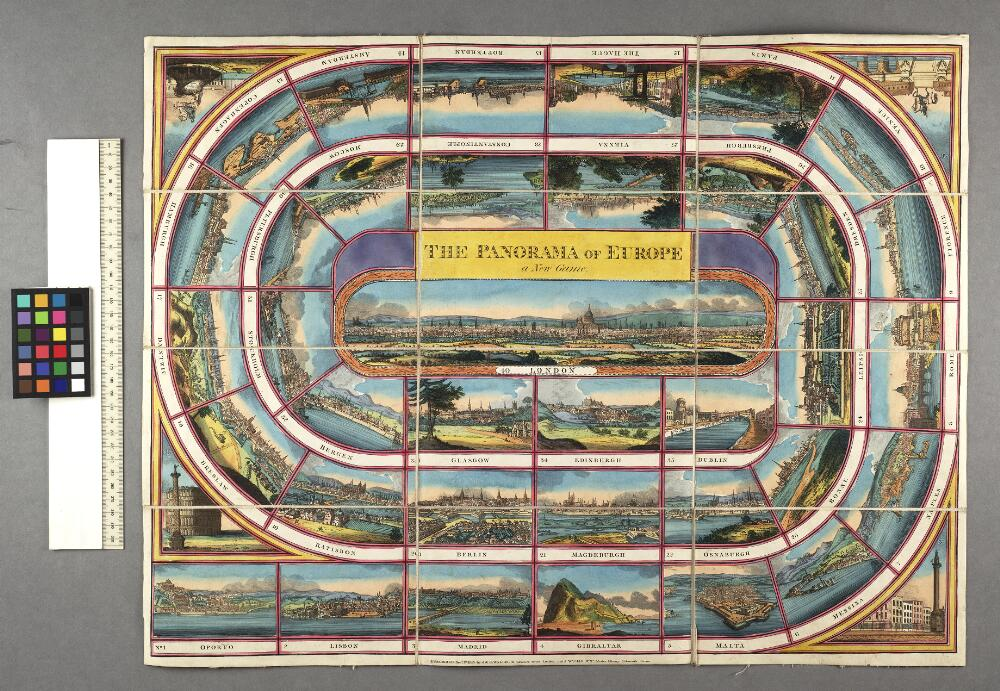
یک تخته بازی مصور برای یک بازی پانوراما از اروپا در سال ۱۸۱۵

تی‌یری دپولیس با این دیدگاه که آن اشیای باستانی واقعاً صفحهٔ بازی بوده‌اند، مخالفت کرده و استدلال می‌کند که آن‌ها از نظر عملی برای این منظور کاربردی به نظر نمی‌رسند؛ هیچ‌گونه مهرهٔ بازی یا تاس در کنار آن‌ها یافت نشده، و مفهوم بازی‌های عمدتاً انتزاعی برای مردمان آن دوره احتمالاً بیش از حد پیچیده بوده است. او به‌جای آن، پیشنهاد می‌دهد که این ابزارها احتمالاً برای آتش‌افروزی طراحی شده بودند. ‏
اشیایی مشابه، در شواهد باستان‌شناسی مرتبط با دوران نوسنگی و عصر برنز بسیار اندک هستند یا اساساً یافت نشده‌اند. یک نمونهٔ استثنایی مربوط به حدود ۳۵۰۰ پیش از میلاد از محوطهٔ تل مجنونه در سوریه یافت شده که ظاهری شبیه صفحهٔ شطرنج دارد، ولی احتمال می‌رود که یک ماشین حساب ابتدایی بوده باشد.
نسل بعدی از اشیایی که به‌طور گسترده‌تر و قطعی‌تر به‌عنوان صفحهٔ بازی شناسایی شده‌اند و نسبت به صفحه‌های احتمالی از نوع مانکالا نیز پیچیده‌تر هستند، به عصر برنز آغازین در نواحی مدیترانه بازمی‌گردند. این موارد شامل صفحه‌هایی برای بازی‌های مصری سنِت و مِهِن (در حدود ۳۰۰۰ تا ۲۰۰۰ پیش از میلاد) و نمونه‌های مشابهی از بین‌النهرین (منطقهٔ هلال حاصلخیز) هستند.: 17–18 
بازی سلطنتی اور (The Royal Game of Ur) از حدود ۲۵۰۰ پیش از میلاد اغلب به‌عنوان یکی از کهن‌ترین بازی‌های صفحه‌ای شناخته می‌شود. ‏
همچنین قطعاتی از صفحه‌های بازی ناشناخته، ساخته‌شده از سفال و سنگ، در محوطه‌های مرتبط با تمدن دره سند که هم‌دوره با نمونه‌های بالا هستند، کشف شده‌اند.

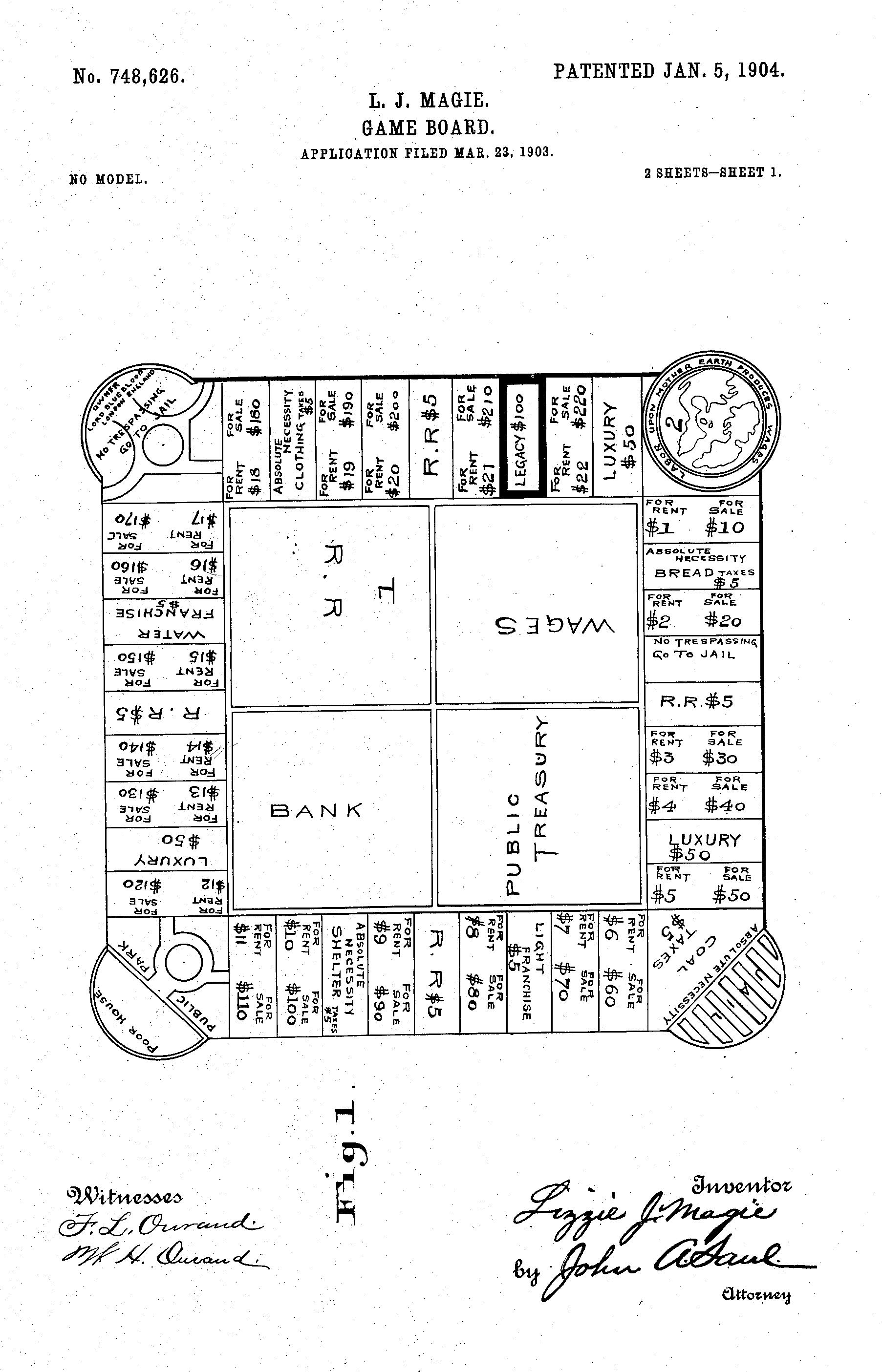
حق ثبت اختراع با نام «طراحی برای صفحه بازی» برای بازی صاحبخانه اثر لیزی مگی در سال ۱۹۰۴ که سلف مونوپولی بود، ثبت شد.

دپولیس استدلال می‌کند که بیشتر - اگر نگوییم همهٔ - بازی‌های صفحه‌ای آن دوران، از نوع بازی‌های مسابقه‌ای (race games) بوده‌اند؛ او این دسته را چنین تعریف می‌کند: «بازی‌های صفحه‌ای‌ای که با استفاده از یک تولیدکنندهٔ تصادفی - مانند انواع تاس - انجام می‌شوند»، و دارای مسیر خطی (هرچند خمیده) هستند که مهره‌های بازی باید در آن از یک سر به سوی سر دیگر حرکت (مسابقه) کنند. او تخته نرد را شناخته‌شده‌ترین نمونهٔ مدرن از این نوع بازی‌ها می‌داند.
دپولیس همچنین اشاره می‌کند که نخستین بازی‌ای که به‌طور تأییدشده دارای قواعدی متفاوت بوده، بازی یونانیِ پولیس (πόλις) است که در حدود ۴۵۰ پیش از میلاد در متون ادبی ظاهر می‌شود؛ و نیز بازی چینی کمابیش معاصر وی‌چی (گو) که با نام یی (弈) در گفتارهای کنفوسیوس (Lunyu) — که بین حدود ۴۷۰/۵۰ تا ۲۸۰ پیش از میلاد تدوین شده‌اند — ذکر شده است.
متون مربوط به منشأ بازی شطرنج، به آغاز سدهٔ هفتم میلادی بازمی‌گردند. ‏: 121 

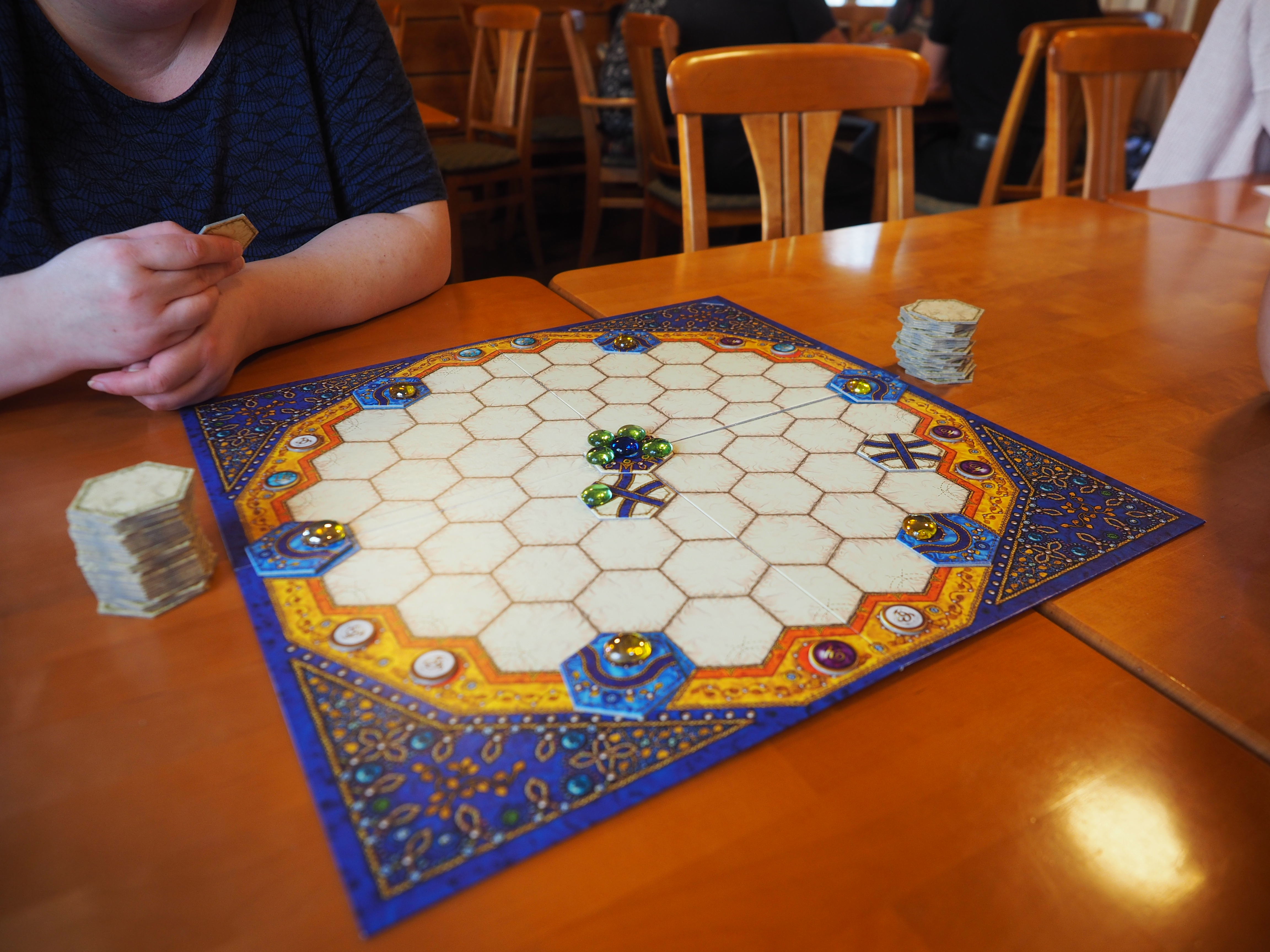
صفحه بازی با تنظیمات اولیه برای ، یک بازی مدرن (۲۰۱۲)